# Сексизам
Сексизам је термин који означава дискриминацију супротног пола и пресуђивање стереотипним гледањем на мушкарце и жене на основу полних карактеристика. Овај термин је настао у првој половини 20. века и како би се дало име веровању или ставу да је један од полова инфериоран, мање способан и самим тим мање вредан у односу на други. Такође може да се односи и на мржњу или предрасуде ка било ком полу (мизогинија тј. мржња према женама, као и мизандрија тј. мржња према мушкарцима), као и примењивање стереотипа мушкости и женскости. Такође се може назвати и мушким или женским шовинизмом. Из сексизма произилази и полна дискриминација.

## Етимологија и дефиниције
Према речима Фреда Р. Шапира, термин "сексизам“ највероватније је био скован 18. новембра 1965. године од стране Паулине М. Лет током „Форума студентских факултета“ на Френклин и Маршал колеџу. Конкретно, реч сексизам се појављује у Летовом доприносу форуму „Жене и додипломци“, а оне га дефинишу упоређивањем са расизмом, делимично наводећи(на страни 3):
- “Када тврдите ... да поштовање жена пише добру поезију ово оправдава њихову потпуну искљученост, узимајући положај аналоган оном расистичког- и у овом случају бих вас назвао „сексистом“ и расистички и сексистички се понашају као да се све то што се догодило никада није догодило и обојица доносе одлуке и долазе до закључка о нечијој вредности, позивајући се на факторе који су у оба случаја ирелевантни."[3]

Такође према Шапироу, први пут се појављује израз сексизам у говору Каролине Бирд „О женама рођеној“ који је обављен 15. новембра 1968. У виталним речима дана(pp. 6.). У овом говору она је делимично рекла:„у иностранству постоји признање да смо на много начина сексистичка земља. Сексуализам процењује људе по свом сексу кад секс није битан. Сексизам има за циљ да се похвали расизмом“.
Сексизам се може дефинисати као идеологија заснована на уверењу да је један пол супериорнији од другог. То је дискриминација, предрасуда или стереотипизација на основу пола, а најчешће се изражава према девојчицама и женама. Окарактерисана је као „мржња према женама и „урођена предрасуда према женама“.
Социологија је испитивала сексизам као манифестацију на индивидуалном и институционалном нивоу. Према Сцхаеферу, сексизам се одржава од свих главних друштвених институција. Социолози описују паралеле међу другим идеолошким системима репресије, као што је расизам, који такође функционише и на индивидуалном и на институционалном нивоу. Рани женски социолози Шарлоте Перкинз Гилман, Ида Б. Велс и Харијет Мартинеау, описали су системе родне неједнакости али нису користили термин сексизам који је касније сконцентрисан. Социолози који су усвојили функционалистичку парадигму нпр. Талкот Парсонс схватили су родну неједнакост као природни исход диморфног модела пола.
Психолози Мари Крафорд и Рода Унгер дефинишу сексизам као облик предрасуда коју чине појединци који обухвата „негативне ставове и вредности о женама као групи“. Петар Глик и Сусан Фиске су изразили амбивалентни сексизам да би описали како стереотипи о женама могу бити и позитивни и негативни и да појединци раздвајају стереотипе о којима се налазе у непријатељском сексизму или добронамерном сексизму.
Феминистички аутор Звоно Куке дефинише сексизам као систем репресије који резултира недостацима за жене. Феминистички филозоф Марилин Фрије дефинише сексизам као „оријентални-концептуално-когнитивно-оријентациони комплекс“, мушке надмоћности, мушког шовинизма и мизогиније.

## Историја

### Древни свет
Статус жена у древном Египту зависио је од њиховог очева или мужа, али су имали имовинска права и имали дозволу да присуствују суду укључујући и тужиоца. Жене англосаксонске ере најчешће су имале један статус.
 Међутим, у доказима недостаје подршка идеји да многа пре- пољопривредна друштва пружају женама виши статус од жена данас. Након усвајања пољопривредних и седентарних култура, успостављен је концепт којим је један род био инфериоран са другим; најчешће је ово наметнуто женама и девојкама. Примери сексизма у древном свету укључују писане законе којима се спречавају жене да учествују у политичком процесу; жене у древном Риму нису могле гласати или држати политичке функције. Други пример је научни текст који индоктринише децу у женској инфериорности; жене у древној Кини су научене Конфунчијанским принципима да жена треба да послуша свог оца у детињству, мужа у браку и сина у удовству.

### Лов на вештице и суђење
Сексизам је био подстицај који подстакао суђење за вештице између 15. И 18. Века. У раној савременој Европи и у европским колонијама у Северној Америци тврде да су вештице претња хришћанском. Мизогиније  тог периода играле су улогу у прогону тих жена.
У књизи Малелус Малифицарум, која је играла главну улогу у лову и суђењу вештицама, аутори тврде да жене вероватније вежбају вештине од мушкараца и пишу:
- "Сва злобност је само мало за злоћуду жене... Шта је друга жена, али непријатељ пријатељства, неизбежна казна, неопходно зло, природни искушење, пожељна катастрофа, домаћа опасност, пријатна штета, золо природе, обојен бојом! Вештице остају незаконите у неколико земаља укључујући Саудијску Арабију где је кажњиво смрћу. 2011. године, жена је у тој земљи изгнан за „чаробњака и чаробњака“.[12]

Убиства жене након што су оптужене за вештачење остају уобичајене у неким деловима света; на пример, у Танзанији сваке године након таквих оптужби убија се око 500 старих жена.
Када су жене циљане за оптужбе, за вештице и касније насиље, чест је случај да се више облика дискриминације интерагују- на пример, дискриминација заснована на полу дискриминације засноване на касти, као што је случај у Непалу и Индији где су такви злочини релативно често.

### Ковертура и дуги прописи о браку
Главни чланак: Ковертура, Брачна снага, Повраћај брачних снага и брачни бар До 20. Века, САД и закон Енглеске применио је систем укрштања где су „браком, супруг и жена једна особа у праву, то је само баш или законско постојање жене суспендовано током брака“. Жене САД нису законски дефинисане као „особе“ до 1875. године(Минор В. Хаперсет, 88 УС 162). Слична правна доктрина, названа брачна снага, постоја је по римско холандском закону(и још увек је делимично на снази у данашњем Швајцарска).
Ограничења права удатих жена била су уобичајена у западним земља све до пре неколико деценија: на пример француске удате жене су стекле право на рад без дозволе свог супруга 1965. године и у западној Немачкој су жене добијале ово тачно 1977. Током Франково доба, у Шпанији, удата жена је тражила сагласност супруга (названа брак пермисо)  за запошљавање, власништво над имовином и путовања од куће; пермисо брачно је укинуто 1975. године. У Аустралији, до 1983. године пасош удате жене морао је да буде овлашћен од стране свог мужа.
Жене у деловима света и даље губе своја законска права у браку. На пример, законски прописи из Јемена наводе да супруга мора послушати свог мужа и не сме напутити кућу без његове дозволе. У Ираку, закон дозвољава мужевима да легално “кажњавају“ своје супруге. У Демократској Републици Конго породични закон наводи да је супруг глава домаћинства; жена дугује своју послушност њеном мужу; жена мора да живи са својим мужем где год се одлучила да живи; жене морају имати овлашћење свог мужа да поднесу предмет на суду или покрену друге правне поступке.
Злоупотребе и дискриминаторска пракса према женама у браку су често укорењена у финансијским исплатама као што су мираз, цена невесте и наследство удовици. Ове трансакције често служе за то како легитимисати принудну контролу над супругом од стране њеног мужа и дајући му надлежност над њом;на пример члан 13. Кодекса личног статуса(Тунис) наводи да “муж неће, ни извршење плаћања дораде приморати жену да изврши брак“, што подразумева да ако је дете плаћено дозвољено је брачно силовање(у вези са тим, критичари су доводили у питање наводне добитке жена у Тунису и њен имиџ, прогресивне земље у региону, тврдећи да дискриминација жена остаје веома јака у тој земљи.
ОМЦТ је признала „независност и способност да напусти насилног мужа“, као што је од кључног значаја заустављање злостављања жена. Међутим, у неким деловима света када су удате, жене имају врло мало шансе да напусте насилног мужа:добијање развода је врло тешко у многим јурисдикцијама због потребе да се докаже кривица на суду; док покушај де факто раздвајања(одлазак из брачног дома) такође није могућ због закона који то спречавају. На пример, у Авганистану, супруга која остави свој брачни дом ризикује да буде затворена због „бежања“. Осим тога, многе бивше британске колоније, укључујући Индију, која одржава концепт повраћаја права брака према коме жена може наредити суду да се врати њеном мужу;ако она то не учини, може се држати непоштовање суда. Остали проблеми се односе на плаћање цене невесте: ако жена жели да оде, њен супруг може захтевати повратак цене невесте коју је платио женској породици, а породица жене често не може или не жели да је врати. Закони, прописи и традиције у вези са браком настављају да дискриминишу жене у многим деловима света и доприносе малтретирању жена, посебно у подручјима везаним за сексуално насиље и самоопредељење у вези са сексуалношћу, кршењем који се сада признаје као повреда женских права;у 2012, Нави Пилаји, тада високи комесар за људска права, изјавио је:
„Жене се често третирају као имовина, продају се у брак, у трговину људима, у сексуално ропство. Насиље над женама често има облик сексуалног насиља. Жртве таквог насиља често су оптужене за промискуитет и одговорне су за своју судбину, док су неплодне жене добијали мужеви, породице и заједнице. У многим земљама, удате жене удате жене не смеју одбити сексуалне односе са својим мужевима а често не знају ништа од тога да ли користе контрацепцију.. Осигурати да жене имају потпуну аутономију над њиховим телима је први круцијални корак ка постизању суштинске једнакости између жена и мушкараца. Лична питања-као када, како и са ким они одлуче да имају секс и када, како и са ким они одлуче да имају децу-су у срцу животног достојанства."

### Право и политика
Род се понекад користи као средство за дискриминацију жена у политичкој сфери. Женско право гласа није постигнуто до 1893. године када је Нови Зеланд био прва земља која женама даје право гласа. Саудијска Арабија је била најновија земља од августа 2015. године да би 2011. године проширила право на глас жена. Неке западне земље дозволиле су женама право гласа релативно недавно: швајцарске жене су стекле право гласа на савезним изборима 1971. године и Кантон Апенцел Инероден постали су последњи кантон који женама даје право гласа о локалним питањима (1991. када је то учинио Врховни суд Швајцарске). Францускиње су добиле право гласа 1944. године, у Гчкој жене добијају право гласа 1952. Године, у Лихтенштајну жене су добиле право гласа 1984. године, кроз женки референдум о изборима из 1984 године.
Иако скоро свака жена данас има право гласа, и даље постоји напредак који треба учинити за жене у политици. Студије су показале да су у неколико демократија, укључујући Аустралију, Канаду и САД, жене и даље представљене користећи родне стереотипе у штампи. Вишеструки аутори показали су да су родне разлике у медијима данас мање евидентне него раније али су ипак присутне. Одређена питања(нпр. Образовање) ће вероватно бити повезана са женским кандидатима, док ће се друга питања(нпр. порези, вероватно повезати са мушким кандидатима, осим тога, више се наглашава лични квалитет женских кандидата, као што су њихов изглед и њихова личност, јер су жене приказане као емоционалне и зависне.
Сексизам у политици такође се може показати у неравнотежу закона који доноси власт између мушкараца и жена. Ланија Чен је изјавио да мушкарци имају више политичке моћи од жена служећи као вратар креирања политике. Могуће да то доводи да потребе жена да нису правилно представљене. У том смислу смислу, неједнакост моћи закона доноси и родну дискриминацију у политици. Однос жена и мушкараца у законодавним телима се користи као мера родне равноправности, у Уједињеном Краљевству створила је Мере оснаживања радова и њену нову инкарнацију Индекса родне неједнакости.

## Професионални сексизам
Занатски сексизам се односи на дискриминаторне праксе, изјаве или радње засноване на полу особе, који се јавља ма радном месту. Једном облик секса је дискриминација у платама. У 2008. години, Организација за економску сарадњу и развој (ОЕЦД) је утврдила да иако су се стопе запослености жена прошириле, а запосленост у погледу запошљавања и расхода за плате су се сужавале готово свуда, у просеку жене имају и даље 20%  мање шансе  да имају посао и плаћају се 17% мање од мушкараца. Извештај наводи:
У многим земљама, дискриминација на тржишту рада-неједнак третман једнако продуктивних појединаца само зато што припадају одређеној групи-и даље је пресудан фактор који повећава диспаритете у запошљавању и квалитет могућности за запошљавање... Докази представљени у ово издање Оутлоок-а за запошљавање предлаже да се око 8% варијације у разликама у полној запослености и 30% у варијацији у разликама између родних плата у земљама ОЕЦД-а може објаснити дискриминаторским праксама на тржишту рада.
Такође  је установљено да упркос чињеници да су скоро све земље ОЕЦД-а укључујући и САД, успоставиле законе против дискриминација, те законе је тешко примењивати.
Жене које уђу у претежно мушке радне групе могу да искусе негативне последице токенизма: притисак учинка, друштвену изолацију и инкапсулацију улоге. Токенизам се може користити за камуфлажу сексизма, како би сачувала предност мушког радника на радном месту. Не постоји веза између процента жена које раде у организацији/предузећу и побољшања њихових услова рада. Игнорисање сексистичких проблем може погоршати женске професионалне проблеме.

### Раскорак у запошљавању
Истраживања су у више наврата показивала да су мање мајке у Сједињеним Државама мање ангажоване него једнако квалификовани очеви и ако су ангажовани, примају низу плату од мушких апликаната са децом.
Једна студија показала је да су фаворизовани женски кандидат међутим, њихови резултати су задовољавали скептицизам од других истраживача, јер је у супротности са већином других студија о том питању. Џон Ц. Вилијамс, истакнути професор на правном факултету у Хастингсу у Калифорнији, покренуо је проблеме са својом методологијом, наглашавајући да су фиктивне кандидаткиње које су користиле биле неуобичајено добро квалификоване. Студије које користе више умерено квалификоване студенте су утврдиле да су мушкарци ученици много више ангажовани и понудили бољу плату и менторство.
У Европи студије на основу теренских експеримената на тржишту рада пружају доказе да нема озбиљних нивоа дискриминације на основу женског пола. Међутим, неједнак третман се и даље мери у одређеним ситуацијама, на пример када се кандидати пријављују за позиције на вишем функционалном нивоу у Белгији. Када е примењују на њиховој плодности у Француској и када се пријављују за занимања у којима доминирају мушкарци у Аустрији.

### Заразна зарада
Студије су закључиле да у просеку жене зарађују мање плате од мушкараца широм света. Неки људи тврде да је то резултат распрострањене родне дискриминације на радно месту. Други тврде да је разлика у платама резултат различитих избора мушкараца и жена као што су жене које постављају више вредности од мушкараца о деци, а мушкарци су више склони него жене да бирају каријеру у високо плаћеним областима као сто су пословање, инжењеринг и технологија.
Еуростат је у 2008. години пронашао стални и просечни јаз у 27,5% у 27 земаља чланица ЕУ. Слично томе, ОЕЦД је утврдио да су запослени са пуним радним временом заслужили 27% мање од својих мушкараца у земљама ОЕЦД-а у 2009.
У сједињеним Државама однос жена и мушкараца у 2009. години био је 0.77; радници са пуним радним временом, током целе године(ФТИР) зарадили су 77% колико и радници ФТИР-а. Женска зарада у односу на мушкарце пала је од 1960. године  до 1980. године( 56,7-54,2%), брзо се повећала од 1980. године до 1990. године (54,2-67,6%), порасла са 1990 на 2000 годину(67,6-71,2%) и порасла са 2000 на 2009. годину(71,2- 77,0%). Када је први Закон о једнаким плаћањима донет 1963 године, радници који нису имали пуно радно време зарадили су 48,9% колико и мушкарци са пуним радним временом.
Истраживање спроведено у Чешкој и словачкој показује да чак и након што су владе усвојиле законодавство против дискриминације, две трећине родног јаза у платама остало је необјашњиво и сегрегација је и даље представљала „главни извор празнине“.
Разлика између полова може се разликовати од окупације до окупације. На Тајвану, на пример студије показују како највећи део родних разлика у плати доживљавају се унутар окупације. У Русији истраживање показује да је разлика између родних плата неравномерно распоређена на нивоу прихода и да се углавном јавља на доњем крају дистрибуције прихода. Истраживање је такође утврдило да су „неизмирене“ обавезе у платама и уштеде у платном промету ослабиле дискриминацију плата, нарочито међу најнижим запосленима, што указује на то да су руски менаџери имали најнижу важност за учешће у капиталу приликом доделе ових облика плаћања.
Родни јаз је приписан разликама у особинама и карактеристикама радног места између мушкараца и жена(као сто су образовања, радно време и занимање), урођене бихевиоралне  и биолошке разлике између мушкараца и жена и дискриминација на тржишту рада(као што су родни стереотипи и пристрасност клијената и послодаваца). Жене тренутно имају знатно више времена за  подизање деце од мушкараца. У неким земљама као што је Јужна Кореја такође је постојала пракса отпуштања жена у браку. Студија професора Линда Баб Кок у књизи „Жене не питају“ показује да ће мушкарци осам пута вероватније тражити повећање плата што указује на то да неједнакост у плаћању може бити децом резултат разлика у понашању између полова. Међутим, студије генерално утичу на то да део разлика у платама остаје необјашњен након сто се обрачунавају фактори који претпоставља да утичу на зараде;необјашњени део празничне празнине приписује се родној дискриминацији.
Проценат дискриминаторне компоненте у висини родних разлика варирају. ОЕЦД процењује да је отприлике 30% разлика у платама међу половима у земљама ОЕЦД-а последица дискриминације. Аустралијска истраживања показују да дискриминација чини око 60% разлике у плати између мушкараца и жена. Студије које испитују разлике у платама у Сједињеним Државама показују да велики до диференцијале плате остане необјашњив након што контролише факторе који утичу на плату. Једна  студија дипломираних студената је открила да је део разлике у платама неразјашњен након свих других фактора који се узимају у обзир 5% годину дана након завршетка школовања и 12%  деценију након дипломирања. Студија Америчког удружења универзитетских жена показала је да су матуранти у СједињенимДржавама плаћени мање него мушкарци који раде исти посао и воде се на истом подручју.
Дискриминација зарада је теоретизована као супротна економском концепту понуде и потражње у којем се наводи да ако је добро или услуга( у овом случају равна снага) у потрази и има вредност, наћи ће своју цену на тржишту. Ако је радник понудио једнаку  вредност за мање плате понуда и потражња указују на већу потражња за радницима за нижим платама. Ако је предузеће ангажовало раднике са истим платама за исти посао, смањио би своје трошкове и уживао конкурентску предност. Истраживање на универзитету Корнел показује да су мање мајке у Сједињеним Државама мање ангажоване него они једнако квалификовани и ако су ангажовани пружају мању плату него мушки кандидати са грешком. ОЕЦД је утврдио да „значајан утицај деце на женску плату углавном се налази у Уједињеном краљевству и Сједињеним Државама“. Очеви зарађују више од 7.500 долара у просеку, него мушкарци без деце. Постоје истраживања која сугеришу да разлика између родних плата доводи до великих губитака за привреду у целини.

#### Могући узроци дискриминације у плати
Према Денис Венабле у Националном центру за анализу политике, „разлика у платама“ у САД није резултат дискриминације али је разлика у избору начина живота. Венаблов извештај да су жене мање склоне од мушкараца да жртвују личну срећу због повећања прихода или избора   пуног радног времена. Она је открила да међу америчким одраслим особама које раде између једног и тридесет пет часова недељно и радницима са повременим радним временом који никада нису били ожењени, жене зарађују више од мушкараца. Венабле је такође установио да међу женама од  двадесет седам до тридесет три године које никада нису имале дете, женска зарада приступа 98% мушкараца и „жена које имају положај и имају вештине и искуство слично онима од мушкараца који се суочавају са неједнаким платама мање од 10%“.
- „Венабле је закључио да жене и мушкарци са једнаким вештинама и могућностима на истим положајима суочавају се са мало или нимало дискриминације у платама:“Захтеви неједнаке плате скоро увек укључују поређење јабуке и поморанџе“.

Постоји знатна сагласност да дискриминација родних плата постоји, међутим када је у питању процена његове магнитуде, видљиве су значајне разлике. Метарегресијска анализа закључује да „процењени јаз између полова стално опада“ и да се израчунавање стопе  зарада показало кључним у процени разлика у платама.

### Стаклени плафон ефекат
„Популарни појам стаклених ефеката стакла подразумева да су полне мане јаче на врху хијерархије него На нижим нивоима.
САД  жене чине 52% радне снаге али чине само 3% корпоративних извршних директора и извршних директора. Неки истраживачи виде основни узрок ове ситуације у прећутној дискриминацији заснованој на полу, коју воде тренутни руководиоци и корпоративни директори као и „историјско одсуство жена на највишим положајима“ које „могу довести до хистерезе спречавајући жене да приступе моћним професионалним мрежама у којима доминирају мушкарци или менторима истог пола“. Стаклени ефекат стакла се сматра посебно издржљивим за жене у боји.
У економској професији  примећено је да су жене склоније од мушкараца да посвете своје време настави и услузи. У високотехнолошкој индустрији, истраживање показује да ће, без обзира на промене унутар предузећа, „ванорганизацијски притисци вероватно допринети сталној стратификацији полова приликом побољшања фирми што ће довести до потенцијалне маскуларизације квалификовано високотехнолошког рада“.
Уједињене нације тврде да је „напредак у довођењу жена у руководећим позицијама широм света и даље сувише  споро“.

#### Потенцијали лекови
Истраживања Давид Матса и Амалија Милера сугеришу да би могући лек за стаклени плафон повећао број жена у корпорацијама што би могло довести до повећања броја жена које раде на највећим руководећим позицијама. Иста истраживања сугеришу да би то могло довести до „циклуса повратних информација у којима присуство више жена менаџера повећава  квалификовану групу потенцијалних чланова одбора.

### Сексизам заснован на тежини
Студије иу 2009. године утврдила је да прекомерна тежина штети женском напредовању у каријери али не представља баријеру за мушкарце. Жене са прекомерном телесном тежином биле су недовољно заступљене међу шефовима компанија, чинећи између 5% и 22% жена директора. Међутим, проценат директних мушкараца са прекомерном тежином био је између 45 и 61%. Са друге стране, око 5% извршних директора било је дебело међу оба пола. Аутор студије наводи да резултати указују на то да „ефекат стаклене платформе на напредак жена може да одражава не само опште негативне стереотипе о компетенцијама жена, већ и пристрасност која доводи до примене строжих стандарда изгледа за жене“

### Трансгендерна дискриминација
Трансродни људи такође доживљавају значајну дискриминацију и узнемиравање на радном месту. За разлику од дискриминације засноване на сексу, одбијање запошљавања радника за њихов родни идентитет није експлицитно илегално у већини америчких држава.
У августу 1995. Кимберли Никон је поднео тужбу Трибуналу за људска права Британске Колумбије против Ванкуверовог олакшања и женског заточеништва. Транс жена била је заинтересована за волонтирање као саветник са склоништем. Када је склониште сазнало да је он транссексуалан, рекли су да неће бити дозвољено да добровољно сарађује са организацијом. Никон је тврдио да је то представљало илегалну дискриминацију према члану 41. Закона о људским правима у Британској Колумбији.

## Родна дискриминација
Родна дискриминација је дискриминација на основу стварног или перципираног родног идентитета. Родни идентитет је „родни идентитет, изглед или начин или друге родне карактеристике појединца са или без обзира на одређени секс по рођењу.“Родна дискриминација се теоретски разликује од сексизма. Док је сексизам предрасуда заснована на биолошком полу, родна дискриминација се посебно бави дискриминацијом родних идентитета, укључујући трећи род, родно лице и друге небинарне идентификоване људе. Посебно се приписује како се људи третирају на радном месту, и забрана дискриминације на основу родног идентитета и изражавања појавила се као предмет расправе у америчком правном систему.
Према недавном извештају конгресне истраживачке службе, „иако је већина федералних судова која је разматрала ово питање закључила да дискриминација на основу родног идентитета није дискриминација на основу секса, било је неколико судова који су дошли ди супротног закључка“. Хурст наводи да „често збуњују пол и сексуалну оријентацију и збуњују их на начин који негира права не само од гејева и лезбијки, већ и оних који се не представљају, или не делују на начин који се традиционално очекује од њиховог пола.

### Опозициони сексизам
Опозициони сексизам је термин који је сковала трансфеминистичка ауторка Јулија Серано, која је опозициони сексизам дефинисала као „уверење да су мушкарци и жене ригидне, међусобно искључиве категорије. Он игра важну улогу у великом броју друштвених норми. Опозициони сексизам нормализује мушки израз код мушкараца и женски израз код жена, истовремено демонизујући женственост мушкарца и мушкости жена. Овај концепт игра кључну улогу у подржавању циссексизма, друштвене норме која гледа људе цисгендера и природне и привилеговане у супротност са трансродним људима.
Идеја да имају два потпуно супротна пола везана је за сексуалност кроз оно што родна теоретичарка Јудитх Бутлер назива „обавезном праксом хетеросексуалности“. Пошто је опозициони сексизам везан хетеронормативност на овај начин, не-хетеросексуалци се сматрају кршењем родних норми. Концепт супротних полова поставља „опасан преседан“ каже Серано, где „ако су мушкарци велики онда жене морају бити мале, ако су мушкарци јаки, онда жене морају бити слабе“.
Серано наводи да опозициони сексизам функционише заједно са „традиционални сексизмом“. То осигурава да“они који су мужевни имају моћ над онима који су женствени.“

### Трансгендерна дискриминација
То је дискриминација према људима чији се родни идентитет разликује од друштвених очекивања биолошког пола са којим су рођени. Облици дискриминације укључују, али се не ограничавају на идентификационе документе који не одражавају своје родне, сексуално одвојене јавне тоалете и друге објекте, кодове за облачење према бинарним родним кодовима и недостатак приступа и постојања одговарајућих здравствених услуга. У недавној пресуди Комисија за једнаке могућности запошљавања(ЕЕОЦ) закључила је да је дискриминација трансродне особе дискриминација по основу секса.
Национално истраживања по трансакцијама о дискриминацији (НТДС) 2008-2009. У САД од стране Националног центра за равноправност трансмисијом и националне радне групе за геј и лезбијску заједницу у сарадњи са Националном коалицијом за црну правду која је у то време била најобухватнији преглед трансродне дискриминације-показало је да црници трансродних људи у САД трпе „комбинацију анти-трансродних предрасуда и упорног, структуралног и индивидуалног расизма“ и да „црни трансродни људи живе у екстремном сиромаштву који је више од двоструке стопе за трансродне људе. Даљој дискриминацији се суочавају родно неспособни појединци, без обзира на то да ли се прелазак или не, због премештаја из друштвено прихватљивих родних бирача и видљиве стигматизације. Према НТДС-у родитељи који нису рођени су трансгендеру (ТГНЦ) суочавају се између 8 и 15% високих стопа самопослуживања и друштвене дискриминације и бинарних трансродних послова. Лиса Р. Милер и Ерик Антони Гролман су у студији 2015. године открили да „родна несагласност може повећати експресију трансљуди прем дискриминацији и понашању које повређују здравље. Родно неформалне трансодрасле особе пријавили су више догађаја од велике и свакодневне трансфобичне дискриминације него њихови родитељи који су у складу са родним односима“.
У другој студији која је спроведена у сарадњи са Савезом грађана Латинске Америке, Латино/трансродни људи који нису били грађани били су најосетљивији на узнемиравање, злостављање и насиље.
Ажурирана верзија анкете НТДС, названа америчко истраживање о трансгендерима за 2015 годину, објављена је у децембру 2016. године.